# Roman Petushkov
Roman Petushkov, né le 20 février 1978 à Moscou, est un fondeur et biathlète handisport russe.
Il a perdu ses jambes lors d'un accident de voiture en 2006.
Il est le sportif le plus médaillé lors d'une édition aux Jeux paralympiques avec six titres obtenus en 2014 : le 1 km sprint et le 15 km et le relais ouvert  sur 4x2,5 km en de ski de fond, ainsi que le 7,5 km, le 12,5 km et le 15 km du biathlon.
Il est aussi médaillé d'argent du 15 km du ski de fond et médaillé de bronze du 12,5 km du biathlon aux Jeux paralympiques d'hiver de 2010.